# Epidapus gracilis
Epidapus gracilis är en tvåvingeart som först beskrevs av Walker 1848.  Epidapus gracilis ingår i släktet Epidapus och familjen sorgmyggor. Arten är reproducerande i Sverige. Inga underarter finns listade i Catalogue of Life.